# Đồn cảnh sát ma
R.I.P.D. (Rest in peace department) (ở Việt Nam được biết đến với tên Đồn Cảnh Sát Ma) là một bộ phim hành động, hài hước do Jeff Bridges và Ryan Reynolds thủ vai chính. Bộ phim do Robert Schwentke đạo diễn, dựa trên bộ truyện tranh Rest In Peace Department của Peter M. Lenkov. Đồng thời bộ phim còn có sự tham gia của Kevin Bacon, Mary-Louise Parker, và Stephanie Szostak.
Giai đoạn quay phim chính thức được hoàn thành vào ngày 28 tháng 1 năm 2012. Hãng Universal Pictures dự kiến phát hành bộ phim này vào ngày 28 tháng 6 năm 2013 tại Hoa Kỳ, nhưng hoãn lại đến ngày 19 tháng 7 năm 2013 mới phát hành. Phim này có các yếu tố như: hành động, hài hước cộng với một chút khoa học viễn tưởng.

## Nội dung
Phim kể về cảnh sát Nick Walker (Ryan Reynolds), một anh cảnh sát bình thường, trong một lần làm nhiệm vụ thì anh và Bobby Hayes (Kelvin Bacon) đã lấy trộm vàng. Sau đó Haýes bàn với Nick về số vàng, Nick bỏ qua vụ đó và sẽ đem nộp số vàng đó cho khi làm xong nhiệm vụ. Trong lúc làm nhiệm vụ, anh bị Hayes, đồng nghiệp của mình giết chết. Sau đó anh tỉnh dậy thấy mọi thứ xung quanh đều đứng yên, không nhúc nhích, anh bị kéo lên bầu trời và sau đó được R.I.P.D. níu lại để anh có thể tiếp tục với công việc cảnh sát của mình. Anh phải cộng tác với cộng sự của anh là Roy, một ông già cảnh sát lâu năm của R.I.P.D., họ trở về với nơi anh sinh sống và sau đó anh muốn đến mộ của mình. Anh chứng kiến từng người đang đưa tiễn anh và anh đã chạy xuống để gặp Julia (Vợ của anh) nhưng cô ấy lại không nhận ra anh. Roy giải thích rằng khi chết và tham gia R.I.P.D., họ đã thay đổi danh tính của người đó, Nick nhận được là một ông già Trung Quốc và Roy nhận được một cô nàng tóc vàng nóng bỏng. Roy dẫn Nick đến nơi mà các Deadoes thường ở và sẵn tiện chỉ dẫn cho anh ta về nhiệm vụ của mình khi làm ở R.I.P.D., khi đánh nhau với Deadoes thì chúng vô tình nhả ra vàng mà Nick đã lấy được từ một nhiệm vụ trước và sau đó Nick bắt đầu điều tra vụ này.

## Sản xuất
Vào tháng 4 năm 2006, sau sự thành công của bộ phim Wedding Crashers, đạo diễn David Dobkin đã được chỉ định để chỉ đạo sản xuất cho một bản chuyển thể đang được phát triển từ bộ truyện tranh R.I.P.D. cho Universal cùng với Phil Hay và Matt Manfredi, họ được thuê viết kịch bản.

## Âm nhạc
Nhạc phim của R.I.P.D. được phát hành vào ngày 16 tháng 7 năm 2013.
| STT              | Nhan đề               | Nghệ sĩ          | Thời lượng |
| ---------------- | --------------------- | ---------------- | ---------- |
| 1.               | "R.I.P.D."            | Christophe Beck  | 0:58       |
| 2.               | "The Ascent"          | Christophe Beck  | 2:13       |
| 3.               | "Elevator Chase"      | Christophe Beck  | 1:58       |
| 4.               | "Orientation"         | Christophe Beck  | 2:25       |
| 5.               | "Evidence Room"       | Christophe Beck  | 1:25       |
| 6.               | "Partners"            | Christophe Beck  | 0:59       |
| 7.               | "Nick's Funeral"      | Christophe Beck  | 1:47       |
| 8.               | "A Closer Look"       | Christophe Beck  | 2:05       |
| 9.               | "Nawiki"              | Christophe Beck  | 1:59       |
| 10.              | "A Powerful Artifact" | Christophe Beck  | 1:59       |
| 11.              | "First Vortex"        | Christophe Beck  | 0:39       |
| 12.              | "Fat Elvis"           | Christophe Beck  | 1:09       |
| 13.              | "Raining Cars"        | Christophe Beck  | 2:19       |
| 14.              | "Hunting Hayes"       | Christophe Beck  | 1:22       |
| 15.              | "Track Ghost"         | Christophe Beck  | 1:38       |
| 16.              | "High Noon"           | Christophe Beck  | 1:14       |
| 17.              | "Half Spheres"        | Christophe Beck  | 1:21       |
| 18.              | "House Wrecked"       | Christophe Beck  | 1:15       |
| 19.              | "Icy Hot Partner"     | Christophe Beck  | 1:10       |
| 20.              | "Mano a Mano"         | Christophe Beck  | 1:42       |
| 21.              | "Goodbye"             | Christophe Beck  | 1:52       |
| 22.              | "Roy's Hat"           | Christophe Beck  | 1:14       |
| 23.              | "The Better Man"      | Jeff Bridges     | 4:15       |
| Tổng thời lượng: | Tổng thời lượng:      | Tổng thời lượng: | 38:58      |